# An Đông (tỉnh)
An Đông, (tiếng Trung: 安東省; bính âm: Āndōng shěng), là một tỉnh cũ tại Đông Bắc Trung Quốc, lãnh thổ của An Đông nay trở thành các phần của hai tỉnh Liêu Ninh và Cát Lâm. Tỉnh giáp với Triều Tiên ở phía đông nam qua sông Áp Lục. Tên của tỉnh có nguồn gốc từ An Đông đô hộ phủ dưới thời nhà Đường. Diện tích của tỉnh là 62.279,23 km², dân số đầu năm 1947 ước tính vào khoảng 3.163.911 người, còn theo điều tra sau đó nửa năm là khoảng 2.971.170 người.

## Lịch sử
An Đông được thành lập lần đầu vào năm 1934 trong vai trò là một đơn vị hành chính của Mãn Châu Quốc, một chính phủ thân Nhật. Khi đó, tỉnh Phụng Thiên đã được chia tách thành ba phần: tỉnh An Đông, tỉnh Phụng Thiên và Cẩm Châu. Năm 1939, An Đông lại tiếp tục bị chia tách thành tỉnh An Đông mới và tỉnh Thông Hóa.
Vào cuối Chiến tranh thế giới thứ hai, Trung Hoa Dân Quốc đã tấn công Mãn Châu Quốc, Quốc Dân đảng sau đó đã hợp nhất An Đông và Thông Hóa, và tiếp tục gọi đây là tỉnh An Đông. Tuy nhiên, sau khi Cộng hòa Nhân dân Trung Hoa ra đời, tỉnh An Đông bị bãi bỏ vào năm 1954, và lãnh thổ của tỉnh được phân chia giữa hai tỉnh Liêu Ninh và Cát Lâm.

## Hành chính
Tỉnh lị của An Đông trong thời kỳ 1934-1939 là Thông Hóa (tiếng Trung: 通化; Wade-Giles: T'unghua). Tuy nhiên đến năm 1939 khi tái tổ chức lại tỉnh, tỉnh lị được chuyển đến An Đông (Đan Đông ngày nay), một đô thị biên giới chiến lược giữa Mãn Châu Quốc và Triều Tiên, và nằm trên tuyến đường sắt từ Triều Tiên đến Thẩm Dương.

## Địa lý
Địa hình An Đông chủ yếu là đồi núi, độ cao trung bình từ 600-1000 mét. phía đông có địa hình cao hơn và thấp dần về phía tây nam, phía nam tỉnh là thung lũng và đồng bằng sông Áp Lục. Dãy núi chính là Trường Bạch nơi có hồ Thiên Trì trứ danh.